# Nacaduba aritea
Nacaduba aritea är en fjärilsart som beskrevs av Hans Fruhstorfer 1916. Nacaduba aritea ingår i släktet Nacaduba och familjen juvelvingar. Inga underarter finns listade i Catalogue of Life.